# ويرايا باتاراتشوكشاي
ويرايا باتاراتشوكشاي (التايلاندية: Wiraya Pattarachokchai ؛ من مواليد 24 مارس 1992) هي ممثلة وعارضة أزياء تايلاندية ، كانت وصيفة الموسم الثاني، والفائزة بالموسم الرابع من مسابقة الواقع وجه تايلاند في عام 2018 كواحدة من المتسابقين في فريق سيرين هوروانغ وميتيني كينغبايوم وفازت بالمسابقة.

### حياتها المبكرة والتعليم
ولد باتاراتشوكتشي في راتشابوري بتايلاند. هي من أصل صيني وتايلندي وتركي. تخرجت من مدرسة دير القلب المقدس وحصلت على درجة البكالوريوس في فنون الاتصال من جامعة رانجسيت.